# 豐玉姬鱷屬
豐玉姬鱷屬（学名：Toyotamaphimeia），包括了在日本大阪府豐中市的待兼山被发现的一种灭绝的大型鳄类。全长8米，是一类生活在早、中更新世生活于亚洲东南部的大型淡水鳄类，以鱼类作为主食。在标本的吻部末端发现了一个类似于帝鳄的空腔.据推测可能有个很大的嗅觉神经球.嗅觉十分灵敏.并能像今天的美国短吻鳄一样发出声响.

## 詞源
屬名「Toyotamaphimeia」意為「豐玉姬」，是日本神話裡海神綿津見的女兒，而種小名「machikanensis」是來自發現的地區。

## 在臺灣的發現
1936年被德永重康初步發表的臺灣臺南所發現的鱷魚化石，在2018年被博士生伊藤愛和指導教授平山廉鑑定為豐玉姬鱷屬。